# Kemanisan
Kemanisan is een bestuurslaag in het regentschap Serang van de provincie Banten, Indonesië. Kemanisan telt 2281 inwoners (volkstelling 2010).